# Silvia Chivásová
Silvia Chivásová (* 10. září 1954 Guantánamo) je bývalá atletka z Kuby.
Jako 17letá získala bronzovou medaili na 100 metrů na Pan Am Games v Cali v roce 1971. Na letních olympijských hrách v roce 1972 v Mnichově získala bronzovou medaili na 100 metrů. Další bronzovou medaili získala ve štafetě na 4 × 100 metrů společně s Marlene Elejarde, Carmen Valdés a Fulgencia Romay. V roce 1975 znovu vyhrála stříbro ve štafetě na 4 × 100 metrů na Panamerických hrách. V roce 1979 odešla do atletického důchodu ve věku 25 let.